# Daviesa lubinae
Daviesa lubinae là một loài nhện trong họ Amaurobiidae.
Loài này thuộc chi Daviesa. Daviesa lubinae được Hugh Davies miêu tả năm 1993.